# Ирик (приток Баксана)
Ирик — река в России, протекает в Эльбрусском районе Кабардино-Балкарской Республики. Длина реки составляет 13 км, площадь водосборного бассейна 75,8 км².
Начинается из ледника Ирикчат, лежащего между горами Аскерколбаши-Терсак и Чаткара, течёт в ущелье общем юго-восточном направлении. Устье реки находится в 153 км по левому берегу реки Баксан на территории села Эльбрус.
Долина реки относится к национальному парку «Приэльбрусье».

## Данные водного реестра
По данным государственного водного реестра России относится к Западно-Каспийскому бассейновому округу, водохозяйственный участок реки — Баксан, без реки Черек. Речной бассейн реки — реки бассейна Каспийского моря междуречья Терека и Волги.
Код объекта в государственном водном реестре — 07020000712108200004505.